# Касимпаша (футбольний клуб)
«Касимпаша» СК (тур. Kasımpaşa Spor Kulübü) — турецький футбольний клуб з міста Стамбул.
Виступає в вищому дивізіоні — Турецькій Суперлізі. Матчі проводить на стадіоні «Реджеп Таїп Ердоган».

## Історія
Заснований 1921 року під назвою «Алтинтуг». У 1959 році клуб вперше вийшов до вищого дивізіону чемпіонату Туреччини (сезони 1959–64, 2007–08, 2009–11, 2012–).

## Досягнення
- Чемпіонат Туреччини: 5-те місце (1961/62), 6-те місце (2012/13)

## Відомі гравці
- Андреас Ісакссон
- Раян Бабел
- Кафумба Кулібалі